# 25914 Bair
25914 Bair è un asteroide della fascia principale. Scoperto nel 2001, presenta un'orbita caratterizzata da un semiasse maggiore pari a 2,5636110 UA e da un'eccentricità di 0,2365472, inclinata di 5,03660° rispetto all'eclittica.